# Усть-Юганське сільське поселення
Усть-Юга́нське сільське поселення (рос. Усть-Юганское сельское поселение) — сільське поселення у складі Нефтеюганського району Ханти-Мансійського автономного округу Тюменської області Росії.
Адміністративний центр — селище Усть-Юган.
Населення сільського поселення становить 1788 осіб (2017; 1988 у 2010, 901 у 2002).
Станом на 2002 рік існувала Усть-Юганська сільська рада (селище Сентябрський, Усть-Юган). Пізніше селище Сентябрський утворило окреме Сентябрське сільське поселення, у складі Усть-Юганського сільського поселення було засноване селище Юганська Об.

## Склад
До складу сільського поселення входять:
| Населений пункт   | Населення, осіб (2002) | Населення, осіб (2010) |
| ----------------- | ---------------------- | ---------------------- |
| Усть-Юган, селище | 901                    | 734                    |
| Юганська Об, село | -                      | 1254                   |